# Wolfango (album)
Wolfango è il primo album in studio del gruppo musicale italiano Wolfango, pubblicato nel 1997.

## Il disco
Il disco è caratterizzato da sonorità grezze e primitive, voci volutamente stonate e svogliate, testi surreali, un cantato vicino all'intonazione e l'uso di provocazioni e non-sense come nel brano Ozio che sarà il primo singolo estratto dall'album.
Il videoclip di Ozio otterrà un buon  successo diventando video pin-up sulle reti musicali Videomusic, Tmc2 e MTV e che li porterà a suonare al programma televisivo di divulgazione musicale Com'è su Tele +, al programma Il Muro su Odeon TV, al programma musicale Help condotto da Red Ronnie ed all'MTV Sonic nel 1997.
Il disco è stato registrato in otto giorni all'agriturismo Le Scuderie di Reggio Emilia ed è stato registrato e prodotto da Francesca Carpinelli.

## Tracce
Testi e musiche di Marco Menardi.
1. Non importa – 2:40
2. Interstellar – 2:53
3. Verità – 1:24
4. Ozio – 2:29
5. Battericidio – 3:08
6. Alligatori – 3:16
7. Strade – 2:51
8. Meraviglie – 3:31
9. Batman e Robin – 1:24
10. Summer Holiday – 1:31
11. Uva passa – 4:07
12. Prima – 1:44
13. T.P. – 3:27
14. Augustin – 1:56

Durata totale: 36:21

## Formazione
- Marco Menardi - voce, basso
- Sofia Maglione - voce, cori
- Bruno Dorella - batteria

### Personale tecnico
- Francesca Carpanelli - missaggio, produzione, registrazione
- Mary Nutricati - editing
- Thaumazein, Diego Cuoghi - fotografia, grafica

## Singoli/Videoclip
- Ozio (Cd promo, Videoclip)